# Howling Commandos
Gli Howling Commandos sono un immaginario gruppo di personaggi che compare nei fumetti pubblicati negli Stati Uniti d'America dalla Marvel Comics, creati da Stan Lee (testi) e Jack Kirby (disegni) esorditi in Sgt. Fury and his Howling Commandos (Vol. 1) n. 1 (maggio 1963).
Stando a quanto rivelato da Lee, il loro nome deriva dall'unità d'assalto paracadutisti 101st Airborne Division, detta "Screaming Eagle" (aquila urlante).

## Storia editoriale
La serie originale Sgt. Fury and his Howling Commandos venne pubblicata dal maggio 1963 al dicembre 1981 per un totale di 167 numeri, seppur con ristampe alternate a nuove storie a partire dal n. 80 e con sole ristampe dal n. 120 in poi. All'epoca si contraddistinse per l'innovazione di rappresentare un gruppo etnicamente eterogeneo, nonché per far morire alcuni personaggi principali. Oltre ai due autori, gli artisti che ne presero le redini furono Roy Thomas e Gary Friedrich (testi) e Dick Ayers (disegni).
Sono inoltre comparsi in quattro numeri speciali: Sgt. Fury and his Howling Commandos Special King Size Annual, dove prendevano parte alla Guerra di Corea (n. 1), allo sbarco in Normandia (n. 2), al Vietnam (n. 3) ed all'offensiva delle Ardenne (n. 4).
Una seconda incarnazione del gruppo ha esordito nella testata Nick Fury's Howling Commandos (dicembre 2005-maggio 2006), scritta da Keith Giffen e disegnata da Eduardo Francisco. Un terzo gruppo di Commandos viene presentato in Mighty Avengers n. 13 (luglio 2008) durante Secret Invasion e, in seguito, vengono riproposti in Secret Warriors (aprile 2009-luglio 2011).

## Formazioni

### Seconda Guerra Mondiale
La prima formazione di Howling Commandos consisteva in un'élite multietnica, ufficialmente denominata First Attack Squad, assemblata dal capitano "Happy Sam" Sawyer e stazionata in una base militare in Inghilterra al fine di svolgere operazioni ad alto rischio principalmente, ma non esclusivamente, contro le potenze dell'Asse durante la Seconda Guerra Mondiale.
Nel corso delle loro avventure hanno affrontato Erwin Rommel, il Barone Strucker, il Teschio Rosso, il Barone Zemo e lo stesso Adolf Hitler, oltre a collaborare di frequente con Capitan America e Reed Richards (futuro leader dei Fantastici Quattro), all'epoca giovane agente OSS. I membri originali erano:
- Il sergente Nicholas Joseph "Nick" Fury: newyorkese nativo di Hell's Kitchen ex-boxer e discendente da una famiglia di militari destinato a divenire la superspia dell'Universo Marvel direttore dello S.H.I.E.L.D. e supervisore di varie attività superumane.
- Il caporale Timothy Aloysius Cadwallander "Dum Dum" Dugan: forzuto circense originario di Boston e braccio destro di Fury tanto negli Howling Commandos quanto, in seguito, nello S.H.I.E.L.D. ed in tutte le sue operazioni clandestine o non autorizzate.
- Il soldato Isadore "Izzy" Cohen: ebreo americano[6] esperto di meccanica, gestore di un'officina e padre di famiglia. Dopo la guerra si ritira per trascorrere la vecchiaia coi suoi cari[7].
- Il soldato Gabriel "Gabe" Jones: afroamericano nativo di New York esperto di munizioni. Dopo la fine della guerra si unisce allo S.H.I.E.L.D. e trova la morte durante una missione contro l'HYDRA[7].
- Il soldato Dino Manelli: attore cinematografico italiano poliglotta (basato sulle fattezze di Dean Martin)[8] arruolatosi per senso del dovere verso il paese in cui è cresciuto, gli Stati Uniti. Dopo la guerra prosegue la sua carriera con uno show comico in televisione. Viene successivamente rivelato sia morto di vecchiaia[7].
- Il soldato Robert "Rebel" Ralston: ex-fantino della contea di Bluegrass, Kentucky. Dopo la guerra diviene un senatore degli Stati Uniti e viene ucciso da Yelena Belova per conto dell'AIM[9].
- Il soldato Jonathan "Junior" Juniper: giovane studente collegiale arruolatosi per patriottismo, rimane ucciso durante una delle prime missioni con la squadra[10], cosa che all'epoca portò il fumetto all'attenzione di un pubblico parecchio ampio[6].
- Il soldato Percival "Pinky" Pinkerton: militare britannico chiamato a sostituire "Junior" Juniper. Dopo la guerra si unisce brevemente allo S.H.I.E.L.D. ma, in seguito si ritira e, anni dopo, muore di cancro[7].
- Il soldato Eric Koenig: disertore dell'esercito nazista divenuto uomo di fiducia di Fury, dopo la guerra entra nello S.H.I.E.L.D. e diviene cittadino statunitense. Muore durante uno scontro con l'HYDRA assieme a Gabe Jones[7].

Nel corso delle varie missioni sono frequenti le collaborazioni con l'altro commando stazionato nella loro base, nonché loro rivale: il Second Attack Squad, soprannominato "Maulers" e capeggiato dal sergente "Bull" McGiveney e dal caporale "Ricketts" Johnson; nonché, successivamente, col Nisei Squadron del sergente James "Jim" Morita.
Parecchi sono stati inoltre i personaggi aggiunti alla squadra per qualche numero e, successivamente deceduti in missione: George Stonewell, Jerry Larkin, Duane Willson, Hans Klaus, Fred Jones e la fidanzata di Fury, l'infermiera Pamela Hawley.

### Unità soprannaturale

Capitan America e alcuni Howling Commandos.

La seconda incarnazione degli Howling Commandos consiste in una squadra di creature soprannaturali agli ordini dello S.H.I.E.L.D. ed assemblata dal suo direttore, il colonnello Nick Fury, al fine di fermare un pericoloso stregone intenzionato a trasformare la Gran Bretagna in un reame fatato. A fine missione il gruppo viene sciolto; i membri erano:
- Clay Quartermain: agente S.H.I.E.L.D. di alto grado posto a capo della base nota come Area 13.
- Vince "Vic" Marcus (Warwolf): agente S.H.I.E.L.D. affetto da licantropia.
- Nina Price (Vampire by Night): agente S.H.I.E.L.D. colpita da una maledizione che di notte la rende metà vampiro e metà lupo mannaro.
- N'Kantu (Mummia Vivente): guerriero millenario reso immortale da un fluido alchemico mummificante iniettatogli nel corpo.
- Frank: un clone intelligente del mostro di Frankenstein.
- Kenneth "Ken" Hale (Uomo-Gorilla): soldato di fortuna divenuto immortale grazie a un rito magico che lo ha tramutato in un gorilla.
- John Doe (Zombie): uno zombie dotato di facoltà intellettive normali.

I membri di tale formazione, a eccezione di Quartermain, Warwolf, Vampire by Night e Gorilla-Man ma con l'aggiunta dell'Uomo Cosa vengono successivamente riassemblati da Coulson per affrontare la piaga dei Senza Mente di Dormammu.
Una terza unità soprannaturale di Howling Commandos, assemblata dal Dum Dum Dugan LMD e dal nuovo Warwolf (Martin Reyna), consiste in Vampire by Night, l'Uomo Cosa, Manphibian, Orrgo, Abominio Kid, Hit-Monkey e lo zombie di Jasper Sitwell.

### Secret Invasion
La terza incarnazione degli Howling Commandos viene formata da Nick Fury dopo aver scoperto dell'invasione segreta degli Skrull ed i suoi membri vengono selezionati tra i figli di vari supereroi e superciminali:
- Daisy Johnson (Quake): figlia di Mister Hyde e di una prostituta, è dotata del potere di generare onde sismiche.
- Alexander Aaron (Phobos): semidio figlio di Ares e di una donna mortale, dotato del potere di generare paura in chi lo guarda.
- Sebastian Druid (Il Druido): giovane mago figlio del Druido originale.
- Yo-Yo Rodriguez (Slingshot): figlia del supercriminale Griffin, dotata di supervelocità.
- James Taylor "J. T." James (Hellfire): nipote di Phantom Rider dotato di abilità pirocinetiche.
- Jerry Sledge (Stonewall): figlio dell'Uomo Assorbente e di sua moglie Titania, è dotato di una forza sovrumana.

### Dark Reign
Quando Norman Osborn smantella lo S.H.I.E.L.D. e fonda l'H.A.M.M.E.R., Dum Dum Dugan prende con sé i 1200 agenti che non intendono aderire e, assieme a Eric Koenig, Gabe Jones e Jasper Sitwell riforma gli Howling Commandos schierandosi con gli uomini di Fury.

### Black Ops
Un'unità black ops dello S.H.I.E.L.D. col nome in codice "Howling Commandos" viene mandata a tentare di catturare Punisher a Los Angeles.

## Altre versioni

### MAX
Nelle serie Fury e Fury: Peacemaker scritte da Garth Ennis per Marvel MAX, gli Howling Commandos erano un'unità speciale OSS i cui membri sono morti quasi tutti durante il D-Day, con l'eccezione di Fury, Dugan e un terzo innominato.

### Ultimate
Nell'universo Ultimate gli Howling Commandos erano un'unità dell'US Army attivi fin dai tempi della Guerra del Golfo e agli ordini di Fury. che in seguito li riforma includendo vecchi e nuovi membri: Monica Chang, il Punitore, Falcon, Stature, Dum Dum Dugan, Danny Ketch, Abigail Brand, Emil Blonsky e Ercole.

## Altri media

### Cinema

#### Marvel Cinematic Universe

Gli Howling Commandos e Capitan America nel quinto film del Marvel Cinematic Universe.

In Captain America - Il primo Vendicatore, il protagonista si mette alla guida di un'élite selezionata di soldati da guidare per tutta l'Europa al fine di assaltare le basi dell'HYDRA; i membri del gruppo sono: Bucky Barnes (Sebastian Stan), Dum Dum Dugan (Neal McDonough), Gabe Jones (Derek Luke), Montgomery Falsworth (J. J. Feild), Jim Morita (Kenneth Choi) e Jacques Dernier (Bruno Ricci) che, sebbene non venga detto esplicitamente nel corso del film, vanno considerati come la versione degli Howling Commandos del Marvel Cinematic Universe. Nel sequel, Captain America: The Winter Soldier, in un pannello a loro dedicato allo Smithsonian Institution il nome del gruppo viene confermato. Ne Spider-Man: Homecoming il preside della scuola che frequenta Peter Parker è il nipote di Jim Morita (sempre interpretato da Choi), che tiene una sua foto in ufficio.

#### Animazione
- La squadra compare anche nel film animato Hulk - Nella terra dei mostri.

### Televisione
- Nella serie animata Insuperabili X-Men gli Howling Commandos fanno un cameo comparendo in soccorso di Wolverine e Capitan America nella fortezza del Teschio Rosso.
- Durante un flashback in un episodio della serie Super Hero Squad Show compaiono Nick Fury, Dum Dum Dugan, Gabe Jones e Izzy Cohen (sebbene gli ultimi tre solo in penombra).
- Un'incarnazione degli Howling Commandos composta da Dum Dum Dugan, Gabe Jones, Rebel Ralston, Izzy Cohen, Dino Manelli, Pinky Pinkerton, James Howlett e Jack Fury (padre di Nick Fury) compare nella serie d'animazione Avengers - I più potenti eroi della Terra.
- La seconda incarnazione degli Howling Commandos compare nella serie animata Ultimate Spider-Man come un gruppo di esseri sovrannaturali agli ordini dello S.H.I.E.L.D. composto dal mostro di Frankenstein, Licantropus, la Mummia Vivente e l'Uomo Cosa. Vengono mandati in aiuto di Blade e dell'Uomo Ragno contro Dracula.
- Sempre la seconda incarnazione del gruppo appare in Hulk e gli agenti S.M.A.S.H., per aiutare i protagonisti a combattere Dormammu.
- Nella serie televisiva Agents of S.H.I.E.L.D. gli Howling Commandos vengono citati in più occasioni e, nel corso della prima stagione, compare anche Eric Koenig, interpretato da Patton Oswalt[28], sebbene tale versione non abbia nulla a che fare col gruppo. All'inizio della seconda stagione, in un flashback datato 1946 compaiono poi Dugan e Morita, impersonati da Neal McDonough e Kenneth Choi[29].
- Nella serie Agent Carter "Dum Dum" Dugan, sempre impersonato da Neal McDonough, ricompare come guest star[30] assieme a Happy Sam Sawyer, Junior Juniper e Pinky Pinkerton, rispettivamente interpretati da Leonard Roberts, James Austin Kerr e Richard Short[31].

### Videogiochi
- Gli Howling Commandos compaiono nel videogioco Captain America: Il super soldato.